# Kaigwu
Kaigwu (Gaigwu, Kiowa vlastiti) /Gǎ'-i-gwŭ, ili Kǎ'-i-gwŭ, ime kojim zovu sami sebe,= 'Principal People',/ jedna od 6, odnosno 7 skupina Kiowa Indijanaca koja je svoje ime dalo cijelom plemenu i porodici kiowan. Kaigwu su malobrjni ali čine jezgru Kiowa i njihovu najstariju plemensku zajednicu, a pripadala im je i čast čuvara tepeeja-medicine. U kružnom logoru njihovo mjesto bilo je između Koguia i Kingepa.

## Vanjske poveznice
- Kiowa[neaktivna poveznica]